# Xiphocentron chiapasi
Xiphocentron chiapasi is een soort fossiele schietmot trong họ Xiphocentronidae. Chúng phân bố ở vùng Tân nhiệt đới.